# Julien Du Rhéart
Julien du Rhéart (Parigi, 13 marzo 1885 – Parigi, 29 gennaio 1963) è stato un calciatore francese, di ruolo attaccante.